# Flumizol
El flumizol es un agente antiinflamatorio. Más específicamente, es un fármaco antiinflamatorio no esteroideo que actúa mediante la inhibición de la enzima ciclooxigenasa.